# あばだんご
あばだんご（1993年8月23日 - ）は日本のプロゲーマー。本名は河村裕太。身長174 cm。血液型はAB型。忍ism所属。任天堂が発売している大乱闘スマッシュブラザーズ（以下・スマッシュブラザーズ）のプレイヤーとして国内外で活動している。Japan Power Ranking 2018では1位を獲得。スマブラfor全期間総合世界ランキングでは13位。日本人の中ではKEN、古森霧に次ぐ3位と非常に高い成績を残した。海外活動の影響か、最近では「Abadango」名義で活動することも多い。その他ポケットモンスターや麻雀アプリ雀魂などもプレイしている。Twitter（アカウント名：あばだんご、フォロワー数：12.3万人（2023年2月時点））やYouTube（チャンネル名：あばだんごチャンネル、登録者数：16.4万人（2023年2月時点））などSNSでの発信活動も多く行なっている。

## 来歴
千葉県出身。千葉県立船橋高等学校、東京農工大学工学部、東京農工大学大学院卒業。6歳からスマッシュブラザーズに傾倒しており、大学受験期にも多くの時間をゲームに費やしていた。高校時代、オンライン対戦では、集まるプレイヤーは大学生や社会人が中心だったが、「部活動のようだった」と振り返る。大学進学後に「自分のスキルを試したい」という理由から、スマッシュブラザーズの世界大会が開催されるアメリカへ渡る。しかし帰国後、しばらくの間はサークル活動などで同ゲームとは距離を置いていた。2014年に『大乱闘スマッシュブラザーズ for Nintendo 3DS』の新作発表を機に再びスマッシュブラザーズに傾倒する。その間、東京で開催された第8回「ウメブラ」で準優勝を果たしたり、アメリカの大規模イベント「APEX2015」でベスト8に輝いたりなど、プロゲーマーになるためのキャリアを確実に積んでいった。その後も海外遠征を繰り返し、EVO2016で6位になった時、カナダのゲーミングチーム「Luminosity Gaming」からスポンサードの声がかかり、念願のプロチーム入りを果たす。2017年12月に同チームの契約が終了し、大学院の修士論文を終え卒業が決まった後、一度は両親に就職を勧められたが、プロゲーマーを職業とする意思を示し活動を継続した。しばらくはフリーランスとして活動していたが、2018年12月から「忍ismGaming」に所属している。

## 人物
スマッシュブラザーズに関する知識・攻略のレベルが高く、それに基づいた堅実で安定したプレイスタイルを持つ。同ゲーム内ではファルコやオリマー、ワリオを主に使用。滅多なことでは表情を動かさないポーカーフェイスが特徴的な人物。そのため一見すると人当たりが冷たそうな印象を受けるが、その実は度々粋な発言をして界隈を盛り上げ、自身のファンや配信リスナーへのサービスを欠かさないユーモラスかつフレンドリーな人柄の持ち主である。早くからYouTubeの可能性を確信しており、スマブラをプレイする様子の配信や動画の投稿を通じて広告収入を得るという俗に「スマブラYouTuber」と呼ばれる活動をいち早く開始し、確立した人物でもある。

## 出演・大会成績

### 2012年
- SRBT[1-1] スマブラX 9位（ファルコ、ピクミン&オリマー、ワリオ）
- SRBT[1-3] スマブラX ダブルス 5位 あばだんご/ゆっけ
- Sun Rise Tournament スマブラX 25位（ファルコ、ワリオ） ダブルス 4位 あばだんご（ワリオ）/ゆっけ（ワリオ）
- Pioスマ1 スマブラX 6位
- Pioスマ2 スマブラX 7位（ピクミン&オリマー、ワリオ） ダブルス 3位 あばだんご（ワリオ）/おおとり（メタナイト）

### 2013年
- Apex 2013（アメリカ） スマブラX 33位（ワリオ、ピクミン&オリマー） ダブルス 5位 あばだんご（ワリオ）/おおとり（メタナイト）
- Pioスマ2.1 スマブラX 準優勝
- Pioスマ7 スマブラX 13位（ワリオ） ダブルス 9位 あばだんご/みけねこ

### 2014年
- ウメブラ5 スマブラX 17位
- ウメブラ6 スマブラX ダブルス 7位 あばだんご/ゆっけ
- Battle Gateway 5 スマブラDX 17位（プリン）
- ウメブラ8 スマブラ3DS 準優勝（パックマン）
- ウメブラ10 スマブラ3DS 49位（パックマン）
- ウメブラ11 スマブラ3DS 9位（パックマン）
- Battle GateWay 6 スマブラDX 9位（プリン）
- 大乱闘スマッシュブラザーズ for 3DS/WiiU ニコニコ2on2プレミアムファイト 準優勝（パックマン）
- 大乱闘スマッシュブラザーズ for WiiU 最強ファイター決定戦 優勝（パックマン）

### 2015年
- Smash 4-Ever 10（アメリカ） スマブラWiiU 5位（パックマン、ワリオ）
- Apex 2015（アメリカ） スマブラDX 273位（プリン）
- Apex 2015（アメリカ） スマブラWiiU 7位（パックマン） ダブルス 9位 あばだんご（プリン）/aMSa（ゲッコウガ）
- ウメブラ12 スマブラWiiU 準優勝（パックマン、ワリオ）
- Cannes Winter Clash（フランス） スマブラWiiU 準優勝（パックマン、ワリオ）
- ウメブラ13 スマブラWiiU 5位（パックマン）
- KSB 2015 スマブラWiiU 9位（パックマン）
- EVO2015（アメリカ） スマブラDX 482位（プリン）
- EVO2015（アメリカ） スマブラWiiU 4位（パックマン、ワリオ、ロゼッタ&チコ） ダブルス 33位 あばだんご/RAIN
- Battle Gateway 8 スマブラDX 25位（プリン）
- ウメブラ18 スマブラWiiU 13位
- ウメブラ19 スマブラWiiU 優勝（パックマン、ロゼッタ&チコ、メタナイト）
- ウメブラF.A.T スマブラWiiU 17位（パックマン、ロゼッタ&チコ）
- Smashfield Weekly #9（アメリカ） スマブラWiiU 3位
- The Big House 5（アメリカ） スマブラDX 769位（プリン）
- The Big House 5（アメリカ） スマブラWiiU 7位（メタナイト、ロゼッタ&チコ、パックマン） ダブルス 準優勝 あばだんご（メタナイト）/ANTi（シーク）
- スマバト6 スマブラWiiU 4位（パックマン、ロゼッタ&チコ、メタナイト）
- ウメブラ 闘会議予選2016 スマブラWiiU 7位（メタナイト、ロゼッタ&チコ、パックマン）
- スマバト 闘会議予選2016 スマブラWiiU 準優勝（パックマン、ワリオ）

### 2016年
- ウメブラジェネシスカップ スマブラWiiU 3位（メタナイト） ダブルス 4位 あばだんご（メタナイト）/ニャンこ（シーク）
- Genesis 3（アメリカ） スマブラDX 769位（プリン）
- Genesis 3（アメリカ） スマブラWiiU 49位（メタナイト） ダブルス 3位　あばだんご（メタナイト）/Mr.R（シーク）
- ニコニコ闘会議2016 スマブラWiiU 優勝（メタナイト）
- ウメブラ21 スマブラWiiU 9位
- TUS Tournament 4 スマブラWiiU 優勝（ミュウツー、メタナイト）
- Pound 2016 (アメリカ) スマブラWiiU 優勝（ミュウツー、メタナイト） ダブルス 9位 あばだんご（メタナイト）/Mr.R（シーク）
- 第1回ポッ拳カントートーナメント 8位（シャンデラ）
- Ignition #28（アメリカ） スマブラWiiU 優勝（ミュウツー）
- Midwest Mayhem 2（アメリカ） スマブラWiiU 3位（ミュウツー、メタナイト） ダブルス 準優勝（クラウド、メタナイト）/iStudying（クラウド、ゲッコウガ）
- Battle Arena Melbourne 8（オーストラリア） スマブラWiiU 準優勝（ミュウツー、ディディーコング） ダブルス 優勝 あばだんご（メタナイト）/MM（パルテナ）
- ウメブラ23 スマブラWiiU 33位（ミュウツー）
- Smash 'N' Splash 2 スマブラWiiU 5位（ミュウツー） ダブルス 準優勝 あばだんご（メタナイト、クラウド）/ZeRo（シーク、クラウド）
- CEO 2016（アメリカ） ポッ拳 5位（シャンデラ）
- CEO 2016（アメリカ） スマブラWiiU 4位（ミュウツー） ダブルス 17位 あばだんご（メタナイト）/RAIN（シーク、クラウド）
- EVO2016（アメリカ） ポッ拳 33位（シャンデラ）
- EVO2016（アメリカ） スマブラWiiU 5位（ミュウツー、ロゼッタ&チコ）
- PPT Summer（ドイツ） スマブラX 優勝（ワリオ）
- PPT Summer（ドイツ） スマブラWiiU 優勝（ミュウツー） ダブルス 優勝 あばだんご（クラウド）/Sodrek（クラウド）
- Clutch City Clash（アメリカ） スマブラWiiU 優勝（ミュウツー、メタナイト、パックマン） ダブルス 4位 あばだんご（メタナイト）/Samsora（ピーチ）
- Super Smash Con 2016（アメリカ） スマブラX 17位（ワリオ） ダブルス 4位 あばだんご（ワリオ）/Vinnie（メタナイト）
- Super Smash Con 2016（アメリカ） スマブラWiiU 7位（ミュウツー、ロゼッタ&チコ） ダブルス 5位 あばだんご（メタナイト、ロックマン）/Vinnie（クラウド）
- TSC 4 スマブラWiiU 3位（ミュウツー）
- ウメブラ25 スマブラWiiU 準優勝（ミュウツー、メタナイト）
- 2GGT: Abadango Saga（アメリカ） スマブラWiiU 13位（ミュウツー） ダブルス 3位 あばだんご（メタナイト）/Larry Lurr（フォックス、カムイ）
- Mega Smash Mondays 67（アメリカ） スマブラWiiU 5位（ミュウツー）
- The Big House 6（アメリカ） スマブラWiiU クルーバトル 優勝 あばだんご（ミュウツー）/かめめ(ロックマン）/古森霧（クラウド）/Shogun（フォックス）/きぃ（ピーチ）
- The Big House 6（アメリカ） スマブラWiiU 9位（ミュウツー、ロックマン） ダブルス 17位 あばだんご（メタナイト）/Sodrek（クラウド）
- 早稲田祭スマブラ大会2016 スマブラWiiU 9位（ミュウツー）
- ウメブラ25.5 スマブラWiiU ダブルス 準優勝 あばだんご（メタナイト、ロックマン）/かめめ（シーク、ロックマン）
- 関東上位勢総当たり スマブラWiiU 3位（ミュウツー）
- UGC Smash Open（アメリカ） スマブラWiiU クルーバトル 準優勝 【National Internationals】 Nairo（ゼロスーツサムス）/VoiD（シーク）/NAKAT（ネス、フォックス）/あばだんご（ミュウツー）/かめめ（ロックマン）
- UGC Smash Open（アメリカ） スマブラWiiU 準優勝（ミュウツー、ロックマン、メタナイト） ダブルス 9位 あばだんご（ロックマン、メタナイト）/かめめ（ロックマン、シーク）
- ヒロスマ 闘会議2017 広島予選 スマブラWiiU 優勝（ミュウツー）
- 2GGT: ZeRo Saga One Year Anniversary（アメリカ） スマブラWiiU 9位（ミュウツー） ダブルス 9位 あばだんご（メタナイト、ワリオ）/かめめ（クラウド、ワリオ）
- Single Game Championships ウメブラ×シングル厨のつどい スマブラWiiU 9位（ミュウツー）

### 2017年
- Genesis 4（アメリカ） スマブラWiiU クルーバトル 準優勝 あばだんご（ミュウツー）/らない（むらびと）/古森霧（クラウド、ソニック）/かめめ（ロックマン）/あーす（ピット）/にえとの（ディディーコング）/9B（ベヨネッタ）/うめき（ピーチ）/リーマ（トゥーンリンク）/You3（ダックハント）/RAIN（クラウド）/OCEAN（ロボット）
- Genesis 4（アメリカ） スマブラWiiU 5位（ミュウツー） ダブルス 5位 あばだんご（ロックマン、メタナイト、ベヨネッタ）/かめめ（ロックマン、シーク、クラウド）
- ニコニコ闘会議2017 niconicoチャンピオンシップ2017決勝大会 スマブラWiiU 3位（ミュウツー）
- Gamer's Gauntlet Weekly #21（アメリカ） スマブラWiiU 7位（ミュウツー）
- Smashfield Weeklies #78（アメリカ） スマブラWiiU 7位（ミュウツー）
- Frostbite 2017（アメリカ） スマブラWiiU クルーバトル 優勝 つー（ルカリオ）/そめ（ゲッコウガ）/しゅーとん（ピクミン&オリマー）/KEN（ソニック）/キリハラ（ロゼッタ&チコ）/かめめ（ロックマン）/らない（むらびと）/古森霧（クラウド）
- Frostbite 2017（アメリカ） スマブラWiiU 17位（ミュウツー、メタナイト） ダブルス 3位 あばだんご（メタナイト）/かめめ（シーク）
- Sloan Sports Analytics Conference 2017（アメリカ） スマブラWiiU 準優勝（ミュウツー）
- Smash 'N' Chill Weekly #7（アメリカ） スマブラWiiU 準優勝（ミュウツー）
- Smashfield Weeklies #79（アメリカ） スマブラWiiU 優勝（ミュウツー）
- Wednesday Night Fights 2017 Winter Season 1.6（アメリカ） スマブラWiiU 13位（ミュウツー）
- 2GGC: Civil War（アメリカ） スマブラWiiU 9位（ミュウツー、ロゼッタ&チコ） ダブルス 4位 あばだんご（メタナイト）/かめめ（シーク）
- Kawaii Kon 2017（アメリカ） スマブラWiiU 準優勝（ミュウツー） ダブルス 3位 あばだんご / DarkMusician
- 闘龍門 Weekday Tournament × STUDIO SKY #1 スマブラWiiU 5位
- KSB 2017 スマブラWiiU 準優勝（ミュウツー、ベヨネッタ）
- ウメブラ Japan Major 2017 スマブラWiiU 9位（ミュウツー、ベヨネッタ） ダブルス 13位 あばだんご（ベヨネッタ、メタナイト）/かめめ（シーク、クラウド）
- 闘龍門 Weekday Tournament x STUDIO SKY #2 スマブラWiiU 7位
- 闘龍門 Weekday Tournament x STUDIO SKY #3 スマブラWiiU 9位
- 2GGC: Greninja Saga（アメリカ） スマブラWiiU 9位（ミュウツー、ベヨネッタ） ダブルス 7位 あばだんご（メタナイト）/Mr.R（シーク）
- Mega Smash Mondays 98（アメリカ） スマブラWiiU 準優勝
- Wednesday Night Fights 2017 Spring Season 2.3（アメリカ） スマブラWiiU 優勝
- MomoCon（アメリカ） ポッ拳 7位（シャンデラ）
- MomoCon（アメリカ） スマブラWiiU 9位（ミュウツー、ベヨネッタ） ダブルス 3位 あばだんご（メタナイト）/かめめ（シーク）
- UBC eSports Presents: Battle of BC 2（カナダ） スマブラWiiU 準優勝（ミュウツー、ベヨネッタ）ダブルス 準優勝 あばだんご（ベヨネッタ）/ANTi（マリオ）
- Battle of BC 2（カナダ） スマブラWiiU 準優勝（ミュウツー、メタナイト） ダブルス 準優勝 あばだんご（ベヨネッタ）/ANTi（マリオ）
- Mega Smash Mondays 24 - The Lose Episode（アメリカ） スマブラWiiU 7位（ミュウツー、メタナイト）
- Wednesday Night Fights 2017 Spring Season 2.5（アメリカ） スマブラWiiU 準優勝（ミュウツー、ベヨネッタ）
- 2GGC: Nairo Saga（アメリカ） スマブラWiiU 5位（ミュウツー、メタナイト） ダブルス 3位 あばだんご（ベヨネッタ、メタナイト）/かめめ（クラウド、シーク）
- Mega Smash Mondays 100（アメリカ） スマブラWiiU 17位（ミュウツー、ベヨネッタ）
- Wednesday Night Fights 2017 Spring Season 2.6（アメリカ） スマブラWiiU 3位（ミュウツー、ベヨネッタ）
- CEO 2016（アメリカ） スマブラWiiU 17位（ミュウツー、メタナイト）
- 闘龍門 Weekday Tournament x STUDIO SKY #6 スマブラWiiU 準優勝
- ウメブラ27 スマブラWiiU 優勝（ベヨネッタ）
- 闘龍門 Weekday Tournament x STUDIO SKY #7 スマブラWiiU 準優勝
- 2GGC: ARMS Saga（アメリカ） ARMS 7位(ツィンテーラ)
- 2GGC: ARMS Saga（アメリカ） スマブラWiiU 13位（ベヨネッタ、ミュウツー） ダブルス 3位 あばだんご（ベヨネッタ、メタナイト）/かめめ（クラウド、シーク）
- Mega Smash Mondays 104（アメリカ） スマブラWiiU 準優勝（ベヨネッタ、ミュウツー）
- EVO2017（アメリカ） スマブラWiiU 9位（ミュウツー、ベヨネッタ）
- 闘龍門 Weekday Tournament × STUDIO SKY #8 スマブラWiiU 5位
- Low Tier City 5（アメリカ） スマブラWiiU 7位(ベヨネッタ、メタナイト) ダブルス 4位 あばだんご（ベヨネッタ）/Larry Lurr（フォックス）
- Shockwave 142 スマブラWiiU 準優勝（ベヨネッタ）
- Super Smash Con 2017（アメリカ） スマブラWiiU 33位（ベヨネッタ、ミュウツー） ダブルス 9位 あばだんご（ベヨネッタ）/かめめ（クラウド）
- Weds Night Fights 2017 Summer Season 3.3（アメリカ） スマブラWiiU 3位（ベヨネッタ）
- 2GGC: SCR Saga（アメリカ） スマブラWiiU 17位（ベヨネッタ） ダブルス 9位 あばだんご（ベヨネッタ）/かめめ（クラウド）
- 闘龍門 Weekday Tournament × STUDIO SKY #10 スマブラWiiU 優勝
- 2GGC: West Side Saga（アメリカ） スマブラWiiU 9位（ベヨネッタ、ミュウツー） ダブルス 7位 あばだんご（ベヨネッタ）/JK（ベヨネッタ）
- GameTyrant Expo 2017（アメリカ） スマブラWiiU 25位（ミュウツー、ベヨネッタ）
- Little Big House 3（アメリカ） スマブラWiiU 準優勝（ベヨネッタ、ミュウツー）
- The Big House 7（アメリカ） スマブラWiiU 17位（ミュウツー、ベヨネッタ） ダブルス 13位 あばだんご（メタナイト、ベヨネッタ、ミュウツー）/うめき（ピーチ）
- 2GGC: Fire Emblem Saga:Gauntlet部門（アメリカ） スマブラWiiU 17位（ルフレ）
- 2GGC: Fire Emblem Saga（アメリカ） スマブラWiiU 25位（ミュウツー、ベヨネッタ） ダブルス 5位 あばだんご（ベヨネッタ）/ANTi（クラウド、マリオ）
- Mega Smash Mondays 118（アメリカ） スマブラWiiU 5位
- DreamHack Denver 2017（アメリカ） スマブラWiiU 5位（ミュウツー、ベヨネッタ） ダブルス 準優勝 あばだんご（ベヨネッタ）/Larry Lurr（フォックス）
- ウメブラ29 スマブラWiiU 準優勝（ミュウツー、ベヨネッタ）
- 2GGC: MkLeo Saga(アメリカ) スマブラWiiU 7位（ミュウツー、ベヨネッタ） ダブルス 4位 あばだんご（ベヨネッタ）/かめめ（ロックマン）
- ウメブラ30 スマブラWiiU 準優勝（ベヨネッタ、ミュウツー）
- 闘龍門 Weekday Tournament × STUDIO SKY #16 スマブラWiiU 9位（ミュウツー、ベヨネッタ）
- 理科ブラ8 スマブラWiiU 5位（ミュウツー、ベヨネッタ）
- 2GG Championship（アメリカ） スマブラWiiU 7位（ベヨネッタ、ミュウツー）
- ウメブラT.A.T スマブラWiiU 17位（ベヨネッタ、ミュウツー） ダブルス 13位 あばだんご/なまーた

### 2018年
- 闘龍門 Weekday Tournament x STUDIO SKY #18 スマブラWiiU 13位
- EVO Japan 2018 スマブラWiiU 準優勝（ベヨネッタ）
- ウメブラ 闘会議2018予選 Day1 スマブラWiiU 7位（ベヨネッタ）
- ウメブラ 闘会議2018予選 Day2 スマブラWiiU 5位（ベヨネッタ）
- 理科ブラ9 スマブラWiiU 準優勝（ベヨネッタ、ミュウツー）
- ウメブラ31 スマブラWiiU 3位（ベヨネッタ）
- 闘龍門 Weekday Tournament x STUDIO SKY #22 スマブラWiiU 5位
- SwitchFest（アメリカ） スマブラWiiU 9位（ベヨネッタ、ミュウツー） ダブルス 5位 あばだんご（ベヨネッタ）/かめめ（ロックマン）
- Mega Smash Mondays 143（アメリカ） スマブラWiiU 優勝
- ウメプロ スマブラWiiU 17位 ダブルス 4位 あばだんご/なんちゃん
- 闘龍門 Weekday Tournament x STUDIO SKY #24 スマブラWiiU 優勝
- KVOxTSB 2018（KSB2018） スマブラWiiU 9位（ベヨネッタ）
- ウメブラ32 スマブラWiiU 準優勝（ベヨネッタ）
- Super Smash Bros. Invitational 2018（アメリカ） スマブラSP 4位（パックマン、ミュウツー、カムイ）
- Triforce Friday（アメリカ） スマブラWiiU 9位（ミュウツー、ベヨネッタ）
- 2GG: Hyrule Saga（アメリカ） スマブラWiiU 13位（ベヨネッタ、ミュウツー） ダブルス 5位 あばだんご（ベヨネッタ、ミュウツー）/かめめ（ロックマン）
- Master Sword Monday（アメリカ） スマブラWiiU 9位
- CEO 2018（アメリカ） スマブラWiiU 7位（ミュウツー、ベヨネッタ）
- Smash Sounds（アメリカ） スマブラWiiU 準優勝（ベヨネッタ、ミュウツー） ダブルス 優勝 あばだんご（ベヨネッタ）/かめめ（ロックマン）
- ウメブラ33 スマブラWiiU 優勝（ベヨネッタ）
- EVO2018（アメリカ） スマブラWiiU 25位（ベヨネッタ）
- 大乱闘スマッシュブラザーズ for Wii U ウメブラ FINAL for Wii U 13位（ベヨネッタ）
- Weekly Smash Party 〜スマパ!〜 #017 スマブラSP 5位（インクリング）
- ウメブラSP スマブラSP 9位（インクリング）

### 2019年
- 闘龍門 極 #3 スマブラSP 9位（インクリング）
- スマバトSP スマブラSP 13位（インクリング）
- 闘龍門 極 #4 スマブラSP 4位（インクリング）
- ウメブラSP2 スマブラSP 49位（インクリング）
- 闘龍門 極 #5 スマブラSP 準優勝（インクリング）
- ウメプロSP スマブラSP 4位（インクリング）
- ニコニコ闘会議2019 niconicoチャンピオンシップ2019決勝大会 スマブラSP 4位（メタナイト、ワリオ）
- Weekly Smash Party 〜スマパ!〜 #21 スマブラSP 優勝
- Genesis 6（アメリカ） スマブラSP 25位（インクリング、メタナイト）
- 闘龍門 極 #6 スマブラSP 33位
- Weekly Smash Party 〜スマパ!〜 #23 スマブラSP 準優勝
- 闘龍門 極 #7 スマブラSP 4位
- 闘龍門 極 #8 スマブラSP 17位
- Frostbite 2019（アメリカ） スマブラSP 25位（インクリング、メタナイト） ダブルス 5位 あばだんご（ワリオ）/かめめ（ワリオ）
- 闘龍門 極 #10 スマブラSP 9位
- 闘龍門 極 #11 スマブラSP 優勝
- RAGE スマブラSP チャレンジカップ 8位（メタナイト）
- 闘龍門 極 #12 スマブラSP 準優勝（メタナイト、インクリング、ルフレ、ワリオ）
- Weekly Smash Party 〜スマパ!〜 #29 スマブラSP 4位（メタナイト、インクリング、ルフレ、ワリオ）
- Weekly Smash Party 〜スマパ!〜 #30 スマブラSP 優勝（メタナイト、インクリング、ワリオ）
- 闘龍門 極 #13 スマブラSP 5位（メタナイト、インクリング、ワリオ）
- Weekly Smash Party 〜スマパ!〜 #31 スマブラSP 準優勝（メタナイト、インクリング、ワリオ）
- Weekly Smash Party 〜スマパ!〜 #32 スマブラSP 5位（メタナイト、インクリング、ワリオ）
- ウメブラSP3 スマブラSP 5位（インクリング、メタナイト）
- スマバトSP3 スマブラSP 7位（インクリング、メタナイト）
- 闘龍門 極 #16 スマブラSP 準優勝（メタナイト、インクリング、パルテナ）
- 黒ブラ15 スマブラSP 準優勝（メタナイト、インクリング、ワリオ、パルテナ）
- Weekly Smash Party 〜スマパ!〜 #34 スマブラSP 3位（パルテナ）
- 闘龍門 極 #17 スマブラSP 9位（パルテナ）
- ウメブラ Japan Major 2019 スマブラSP 13位（インクリング、パルテナ、ワリオ）
- EGS Cup スマブラSP 3位（メタナイト、インクリング）
- 闘龍門 極 #18 スマブラSP 5位（メタナイト、インクリング、パルテナ）
- 闘龍門 極 #19 スマブラSP 準優勝（インクリング、パルテナ）
- Stunfest 2019（フランス） スマブラSP 3位（インクリング、パルテナ、メタナイト） ダブルス 優勝 あばだんご（インクリング、パルテナ）/しゅーとん（インクリング）
- スマバトSP4 スマブラSP 13位（パルテナ、インクリング）
- 闘龍門 極 #21 スマブラSP 7位（パルテナ、インクリング）
- Weekly Smash Party 〜スマパ!〜 #39 スマブラSP 9位（ベヨネッタ）
- 闘龍門 極 #24 スマブラSP 準優勝（パルテナ、インクリング、メタナイト）
- The Mang0 Kickoff（アメリカ） スマブラSP 準優勝（パルテナ、インクリング）
- The Kid, the Goat, and the Mang0（アメリカ） スマブラSP 5位（パルテナ、インクリング） ダブルス 準優勝 あばだんご（インクリング）/Elegant（ルイージ）
- Wednesday Night Fights 2019 2.6（アメリカ） スマブラSP 13位
- Just Roll With It! 11（アメリカ） スマブラSP 優勝（インクリング、パルテナ）
- 2GG: Grand Tour - South Carolina（アメリカ） スマブラSP 7位（インクリング、パルテナ、メタナイト）
- CEO 2019（アメリカ） スマブラSP 25位（インクリング、パルテナ、メタナイト）
- カリスマSP3 スマブラSP 13位（インクリング、ワリオ）
- Weekly Smash Party 〜スマパ!〜 #44 スマブラSP 7位（パルテナ、インクリング、メタナイト）
- 闘龍門 極 #27 スマブラSP 優勝（ワリオ、インクリング、メタナイト）
- スマバトSP6 スマブラSP 9位（インクリング、ワリオ）
- Smash Factor 8（メキシコ） スマブラSP 5位（ワリオ、メタナイト、パルテナ、インクリング） ダブルス 4位 あばだんご（ワリオ）/NAKAT（ピチュー）
- GameWorks Pre-EVO 2019（アメリカ） スマブラSP 4位（パルテナ、インクリング）
- EVO2019（アメリカ） スマブラSP 9位（ワリオ）
- スマバトSP7 スマブラSP 17位（ワリオ）
- 闘龍門 極 #31 スマブラSP 9位（ワリオ）
- ウメブラSP4 スマブラSP 優勝（ワリオ、インクリング、パルテナ、メタナイト）
- 闘龍門 極 #32 スマブラSP 5位（ワリオ）
- EGS Cup #2 スマブラSP 7位（ワリオ、パルテナ）
- Weekly Smash Party 〜スマパ!〜 #31 スマブラSP 4位（ワリオ）
- 闘龍門 極 #33 スマブラSP 3位（ワリオ、パルテナ）
- 闘龍門 極 #34 スマブラSP 準優勝（ワリオ）
- Weekly Smash Party 〜スマパ!〜 #33 スマブラSP 7位（射撃Mii）
- 闘龍門 極 #35 スマブラSP 9位（射撃Mii）
- スマバトSP8 スマブラSP 3位（パルテナ、ワリオ、メタナイト）
- カリスマSP4 スマブラSP 5位（パルテナ、ワリオ、インクリング）
- 闘龍門 極 #36 スマブラSP 7位（パルテナ、ワリオ）
- 闘龍門 極 #37 スマブラSP 5位（パルテナ、ワリオ）
- ウメブラSP5 スマブラSP 17位（パルテナ）
- Little Big House 5（アメリカ） スマブラSP 17位（ワリオ）
- The Big House 9（アメリカ） スマブラSP 49位（ワリオ、パルテナ）
- ウメブラSP6 スマブラSP 17位（ワリオ、メタナイト、パルテナ）
- 闘龍門 極 #41 スマブラSP 準優勝（パルテナ、ワリオ、メタナイト）
- 闘龍門 極 #42 スマブラSP 3位（パルテナ、メタナイト）
- Pearl One（中国） スマブラSP 準優勝（メタナイト） ダブルス 優勝 あばだんご/かめめ
- 闘龍門 極 #43 スマブラSP 13位
- 闘龍門 極 #44 スマブラSP 9位
- ウメブラSP7 スマブラSP 25位（パルテナ、ロゼッタ&チコ、インクリング）
- Weekly Smash Party 〜スマパ!〜 #39 スマブラSP 5位（インクリング、ロゼッタ&チコ）
- 闘龍門 極 #45 スマブラSP 25位
- POP-OFF スマブラSP 4位（パルテナ、ワリオ、メタナイト、ロゼッタ&チコ）
- 闘龍門 極 #46 スマブラSP 17位
- 西武撃 #3 スマブラSP 4位（パルテナ、ワリオ、メタナイト、ロゼッタ&チコ）
- Weekly Smash Party 〜スマパ!〜 #41 スマブラSP 9位
- 闘龍門 極 #47 スマブラSP 優勝（パルテナ、ワリオ、メタナイト、インクリング）
- 2GG: Kongo Saga（アメリカ） スマブラSP 65位（パルテナ） ダブルス 4位 あばだんご（ワリオ）/かめめ（ワリオ）
- Mega Smash Mondays 219（アメリカ） スマブラSP 5位

### 2020年
- Weekly Smash Party 〜スマパ!〜 #45 スマブラSP 準優勝（パルテナ、ワリオ、インクリング）
- カリスマSP7 スマブラSP 優勝（パルテナ、インクリング）
- Street Smash #2 スマブラSP 3on3 優勝 あばだんご/なまーた/かめめ
- EGS Cup #3 スマブラSP 準優勝（パルテナ）
- 闘龍門 極 #52 スマブラSP 準優勝（パルテナ、ワリオ、インクリング）
- 闘龍門 極 #53 スマブラSP 17位
- EVO Japan 2020 スマブラSP 9位（ワリオ、パルテナ）
- 闘龍門 極 #56 スマブラSP 13位
- 闘龍門 極 #57 スマブラSP 5位（ワリオ、パルテナ）
- 闘龍門 極 #58 スマブラSP 9位
- マエスマTOP #2 スマブラSP 7位（ワリオ、パルテナ）
- 闘龍門 極 #59 スマブラSP 17位
- 闘龍門 極 #60 スマブラSP 優勝（パルテナ）
- 闘龍門 極 #62 スマブラSP 25位
- Eastern Powerhouse Invitational Day2 スマブラSP 優勝（パルテナ）
- Eastern Powerhouse Invitational FINAL スマブラSP 準優勝（パルテナ）

### 2021年
- 篝火 #3 スマブラSP 17位（パルテナ）
- Smash World Tour 2021 Japan Online Qualifier Tamisuma スマブラSP 33位（パルテナ）
- WINNER! #1 スマブラSP 33位（ピカチュウ）
- 篝火 #4 スマブラSP 33位（ピカチュウ、パルテナ）
- WINNER! #2 スマブラSP 9位
- 篝火 #5 スマブラSP 33位（ピカチュウ、パルテナ）
- 西武撃 #9 スマブラSP 33位（ピカチュウ、ダークサムス）
- クロブラ26 スマブラSP 優勝（パルテナ、ピカチュウ）
- 平日しのスマ#88 スマブラSP 準優勝（ピカチュウ、パルテナ、ダークサムス）
- Eastern Powerhouse Invitational 2 Day3 スマブラSP 5位（ピカチュウ）
- 平日しのスマ#90 スマブラSP 5位（メタナイト）

### 2022年
- 篝火 #6 スマブラSP 33位（ピカチュウ）
- スマバトSP24 スマブラSP 5位（ピカチュウ、サムス）
- 平日しのスマ#102 スマブラSP 優勝（ピカチュウ、サムス）
- WINNER! -Next Gen- スマブラSP 7位（サムス、パルテナ、セフィロス）
- WINNER! #9 スマブラSP 5位（ピカチュウ、サムス）
- マエスマTOP#7 スマブラSP 9位（ピカチュウ、パルテナ）
- 西武撃#10 スマブラSP 17位（ピカチュウ、サムス）
- 篝火 #7 スマブラSP 49位（ピカチュウ、パルテナ、サムス）
- WINNER! #10 スマブラSP 5位（サムス、パルテナ、ピカチュウ、メタナイト）
- Weekly Smash Party 〜スマパ!〜 #52 スマブラSP 4位（サムス、パルテナ、メタナイト）
- しのスマHEROES#01 スマブラSP 4位（サムス、パルテナ、メタナイト）
- クロブラ #29 スマブラSP 17位（サムス、パルテナ）
- WINNER #11 スマブラSP 4位（パルテナ、サムス、メタナイト）
- マエスマTOP#8 スマブラSP 25位 (パルテナ サムス メタナイト)
- WAVE#1 スマブラSP 7位 (パルテナ サムス メタナイト )
- WINNER! #13 スマブラSP 4位（サムス､メタナイト、ピカチュウ､パルテナ､ディディーコング）
- 篝火 #8 スマブラSP 準優勝（パルテナ、メタナイト、サムス）
- VCA Vienna Challengers Arena 2022（オーストリア） スマブラSP 3位（メタナイト、サムス､パルテナ､ピカチュウ）
- マエスマTOP #10 スマブラSP 17位（パルテナ、サムス、メタナイト）
- 九龍-KOWLOON- #3 スマブラSP 9位（パルテナ、サムス）
- WINNER! -Next#1- スマブラSP 13位（Mr.ゲーム&ウォッチ）
- JAPAN 24 スマブラSP 25位（メタナイト、サムス、パルテナ）

### 2023年
- ウメブラSP9 スマブラSP 17位（サムス､Mr.ゲーム&ウォッチ、メタナイト）
- WINNER! #20 スマブラSP 13位